# (13498) Al Khwârizmî
Pour les articles homonymes, voir Al-Khwârizmî (homonymie).
(13498) Al Khwârizmî, désignation internationale (13498) Al Chwarizmi, est un astéroïde de la ceinture principale.

## Description
(13498) Al Khwârizmî est un astéroïde de la ceinture principale. Il fut découvert par Eric Walter Elst et Violeta G. Ivanova le 6 août 1986 à Smolyan. Il présente une orbite caractérisée par un demi-grand axe de 2,11 UA, une excentricité de 0,178 et une inclinaison de 2,759° par rapport à l'écliptique.
Il fut nommé en hommage au mathématicien, astronome et géographe perse Al-Khwârizmî. Des traductions latines de ses travaux introduisirent le système décimal en Europe au XIIe siècle. Al Chwarizmi est la transcription en néerlandais, en flamand et en allemand du nom perse.

## Compléments